# Шульга Наталія Іванівна
Наталія Іванівна Шульга (нар. 21 травня 1960, Київ) — українська біологиня та депутатка. Виконавча директорка «Українського наукового клубу» (кандидат біологічних наук). Депутатка Київради від партії «Об'єднання „Самопоміч“» (голова постійної комісії з питань освіти, науки та інноваційної політики).

## Життєпис
У 1982 році здобула вищу освіту на біологічному факультеті Київського державного університету ім. Тараса Шевченка за спеціальністю «Біологія» та кваліфікацією «Біолог-фізіолог рослин, викладач біології та хімії».
У 1992 році захистила в Інституті молекулярної біології та генетики НАН України дисертацію за спеціальністю 03.00.03 — «Молекулярна біологія». Тема дисертації: «Вивчення особливостей декодування синтетичних матриць полі(U) та полі(dT) у безклітинних білковосинтезуючих системах із нижчих еукаріотів» (рос. Изучение особенностей декодирования синтетических матриц поли(U) и поли(dT) в безклеточных белоксинтезирующих системах из низших эукариот).
У 1997–1998 рр. успішно закінчила спеціальний екзекутивний курс із підприємництва (трансфер технологій) у The William E. Simon Graduate School of Business at the University of Rochester.
Лідерка неформального співтовариства забезпечення спілкування і підтримки жінок у STEM – професіях з метою передачі знань, досвіду, секретів від успішних жінок і обміну думками і ідеями.

## Діяльність
З 1980 по 1994 роки працювала на різних посадах в Інституті молекулярної біології та генетики Академії наук України (тепер НАН України);
З 1992 по 2005 рік працювала на різних посадах (остання — асоційована професорка-дослідниця) в Університеті Рочестера, штат Нью-Йорк, США, де провадила фундаментальні дослідження в галузі біохімії, молекулярної біології, клітинної біології, мікроскопії та молекулярної генетики. Викладала курси молекулярної генетики та клітинної біології для магістрів та аспірантів, різноманітні практичні спецкурси.
З 2005 по 2007 рік працювала на посаді віцепрезидентки зі стратегічного планування та завідувачки кафедри екології Національного університету «Києво-Могилянська академія».
З 2007-му до сьогодні співзасновниця та виконавча директорка ГО «Український науковий клуб».
З 2012 року до сьогодні працює за сумісництвом професоркою кафедри управління, інформаційно-аналітичної діяльності та євроінтеграції Національного педагогічного університету ім. Михайла Драгоманова.
Активна учасниця професійних спільнот, таких як «Наукове товариство ім. Шевченка», «Українська асоціація нейронаук», «Топ Клуб», «Асоціація випускників Аспену». Лекторка TEDxKyiv.